# Rablinghauser Landstraße
Die Rablinghauser Landstraße ist eine historische Straße in Bremen Stadtteil Woltmershausen, Ortsteil Rablinghausen. Sie führt in Süd-Nord-Richtung von der Woltmershauser Straße bis zur Straße Zum Lankenauer Höft.
Die Querstraßen wurden benannt als Stromer Straße nach dem Ortsteil Strom, Wiedhofstraße nach einem früheren weidenbestandenen Hof, Hoopsweg nach dem Oberlehrer und Schulvorsteher der Schule Johann Hoops, Auf den Deepen (1930) nach einer Landbezeichnung, Mühlenhauser Weg nach einem früheren Fleet der Ochtum mit einem Mühlenhaus von 1806 des Wasserschöpfwerkes, Bakeweg nach der dortigen Bake als Seezeichen der Weser, Roccoweg nach dem plattdeutschen Dichter Friedrich Wilhelm Rocco (1819–1897), Goltermannweg 1979 nach dem plattdeutschen Schriftsteller Heinrich Goltermann (1823–1899), Kleinschmidtweg 1979 nach dem deutsch-amerikanischen Erfinder und Unternehmer in Bereich der Nachrichtentechnik Edward E. Kleinschmidt, Hünekestraße nach dem letzten (bis 1921) Rablinghauser Bürgermeister Heinrich Hüneke, Am Krummen Fleet nach einer Flurbezeichnung und Zum Lankenauer Höft nach einer Landzunge zwischen dem Neustädter Hafen und der Weser als beliebter Ausflugsort, früher war hier das Dorf Lankenau; ansonsten siehe beim Link zu den Straßen.

## Geschichte

### Name
Die Rablinghauser Landstraße erhielt den Namen nach der Gemeinde Rablinghausen, die um 1250 Ratteringhusen und ab 1295 Ratbringhusen hieß, vermutlich nach einer dort siedelnden Familie.

### Entwicklung
1250 wurde Rablinghausen erstmals erwähnt und gehörte bis 1746 zum Kirchspiel von St. Martini in Bremen und dann zum Kirchspiel Niedervieland sowie zum Goh Vieland. 1921 fand die Eingemeindung von Rablinghausen statt.

### Verkehr
Die Straßenbahn Bremen mit der Linie 7 wurde 1933 bis Rablinghausen-Bakeweg verlängert. Die Linie 7 wurde am 30. Mai 1965 eingestellt.
Im Nahverkehr in Bremen durchfährt die Buslinie 24 (Rablinghausen ↔ Neue Vahr-Nord) seit 1965 die Straße.

## Gebäude und Anlagen
An der Straße befinden sich u. a. ein- bis zweigeschossige und wenige dreigeschossige Wohnhäuser.
Erwähnenswerte Gebäude und Anlagen
- Mühlenhauser Weg 2: Hochbunker
- Nr. 51 a-e: Acht 1- und 2-geschossige Satteldachhäuser des Stiftungsdorfs Rablinghausen der Bremer Heimstiftung mit 55 Wohnungen, dem  Pflegezentrum und dem Hof’s Restaurant
- Nr. 52: 3-gesch. Wohnhausanlage mit Staffelgeschoss
  - Von 1948 bis 1960 waren hier die Lichtspiele Rablinghausen in der Landlust  mit 420 Plätzen.
- 22 Hektar großer Weseruferpark Rablinghausen, von 1970 bis 1974 nach Plänen des Hamburger Architekten Karl-Georg Lindenlaub angelegt.